# John Cannon (Formule 1-coureur)
John Cannon (Londen, 21 juni 1933 – New Mexico, 18 oktober 1999) was een Formule 1-coureur uit Groot-Brittannië, maar reed onder de vlag van Canada. Hij reed 1 Grand Prix; de Grand Prix van de Verenigde Staten van 1971 voor het team BRM.